# Hinikissa Ndikert
Hinikissa Albertina Ndikert, född 15 september 1992 i N'Djamena i Tchad, är en tchadisk före detta sprintlöpare som deltog både i Olympiska sommarspelen 2008 i Peking samt i Olympiska sommarspelen 2012 i London.
Både i Peking och i London var hon Tchads flaggbärare under invigningsceremonin.

## Biografi
Ndikert föddes 15 september 1992 i N'Djamena och var således bara femton år gammal när hon deltog i Olympiska sommarspelen 2008. Hon sprang distansen 100 meter och blev utslagen i första försöksheatet där hon sprang på tiden 12.55 och var sjua av åtta deltagare i mål. 2016 var hon bland de tio yngsta deltagarna någonsin i olympiska spel.
Den 7 februari 2009 sprang hon ett 100-meters lopp i Niamey i Niger på tiden 11.86 vilket förblev hennes personliga rekord och var även nationellt juniorrekord på distansen. Samma år deltog hon även i de Frankofonska spelen.
Under hela säsongen 2011 sprang hon många lokala tävlingar i Italien. Via programmet Olympic Solidarity Scholarship, en möjlighet för mindre och fattigare nationer att delta i stora mästerskap blev hon uttagen till Världsmästerskapen i friidrott 2011 i Daegu i Sydkorea, utan att vara officiellt kvalificerad. I mästerskapet sprang hon distansen 200 meter. Hon blev utslagen i försöksheatet men satte ett nytt personligt rekord med tiden 24.81.
2012 deltog hon i Inomhusvärldsmästerskapen i friidrott 2012. Hon blev utslagen i försöken och sjua av åtta i mål men satte nytt personligt rekord. Vid Olympiska sommarspelen 2012 riktade hon in sig på enbart 200 meter. Hon blev sist i sitt försöksheat med tiden 26.06 som var långt ifrån hennes personbästa.
Ndikert sprang sitt sista lopp under Afrikanska mästerskapen i friidrott 2014 i Marrakech. Hon deltog i distansen 100 meter men tog sig inte i mål. Sedan dess har hon inga officiella internationella resultat.

## Personliga rekord
- 60 meter - 8.13 (Istanbul, 2012)[4]
- 100 meter - 11.84 (Niamey, 2009)[4]
- 200 meter - 24.71 (Mondovì, 2011)[4]